# أليكس نيلسن (لاعب كرة قدم)
أليكس نيلسن (بالدنماركية: Alex Nielsen)‏ (26 مارس 1958 بالدنمارك - ) هو لاعب كرة قدم دانمركي في مركز حراسة المرمى. شارك مع منتخب الدنمارك تحت 21 سنة لكرة القدم ومنتخب الدنمارك لكرة القدم. أما مع النوادي، فقد لعب مع فيدوفري ونادي فايله ونادي فريماد أماغر.

## وصلات خارجية
- أليكس نيلسن (لاعب كرة قدم) على موقع قاعدة بيانات كرة القدم.إي يو (الإنجليزية)